# 尖岗水库
34°40′34″N 113°34′19″E / 34.67603°N 113.57186°E
尖岗水库是中国河南省郑州市境内的一座水库，位于贾鲁河上，建于1976年。水库正常库容为4974万立方米，集雨面积为113平方千米，海拔为150.55米。

## 图库

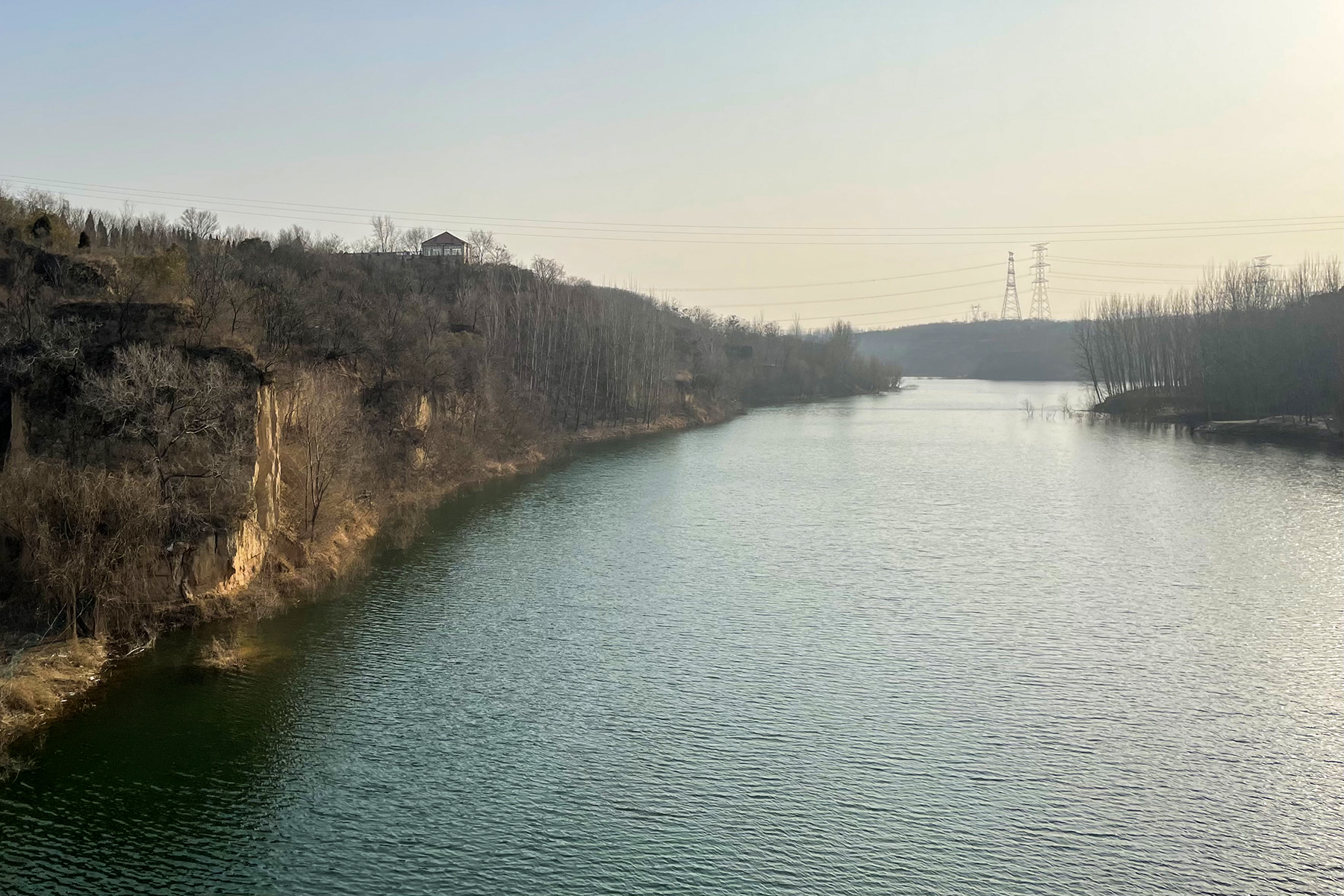
2021年2月的尖岗水库
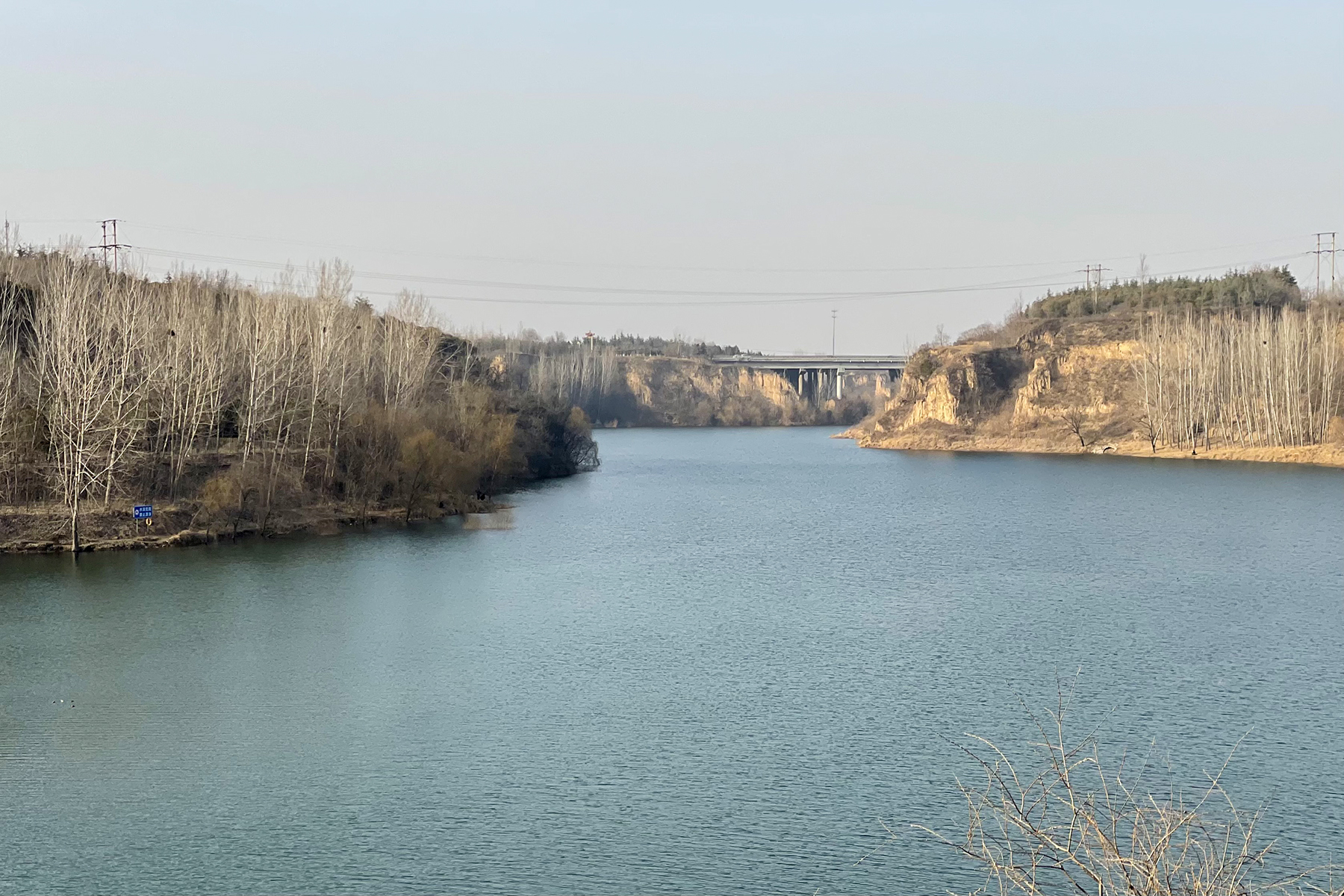
2021年2月的尖岗水库